# Subaru
 Ovo je glavno značenje pojma Subaru. Za druga značenja pogledajte Subaru (razdvojba).
Subaru (スバル) je japanski proizvođač automobila koji spada u grupaciju Fuji Heavy Industries. Osnovan je 1953. godine, a godinu dana poslije u proizvodnju ulazi prvi automobil Subaru P1 (do tada su proizvodili mopede).
Poznati su po bokser motorima i stalnom pogonu na sva četiri kotača (4x4), a dodatnu afirmaciju su stekli sjanim rezultatima u svjetskom prvenstvu u reliju.
Na svjetsko tržište plasiraju automobile srednje i više srednje klase te SUV vozila, dok su na japanskom tržištu prisutni i s malim gradskim automobilima.
Trenutno aktivni modeli: Impreza, Forester, Legacy/Liberty, Outback, Tribeca.
Povijesni modeli: Subaru R-2
- Legacy/Liberty
- Tribeca
- Impreza
- Forester
- Outback